# Крейсер «Варяг» (фільм)
«Крейсер „Варяг“» — радянський художній фільм 1946 року, присвячений подвигу знаменитого крейсера «Варяг», дія фільму відбувається в 1904 році.

## Сюжет
27 січня (9 лютого) 1904 року командування японської ескадри, що підійшла до нейтрального корейського порту Чемульпо, пропонує російським кораблям — крейсеру «Варяг» і канонерському човну «Кореєць» — покинути порт. Російські моряки, не отримавши підтримки у командирів кораблів іноземних держав, вирішують вийти у відкрите море і дати бій японській ескадрі.

## У ролях
| Актор                 | Роль                                                   |
| --------------------- | ------------------------------------------------------ |
| Борис Ліванов         | командир крейсера Всеволод Руднєв                      |
| Олександр Зражевський | командир канонерського човна «Кореєць» Григорій Бєляєв |
| Василь Бокарєв        | старший офіцер                                         |
| Микола Бубнов         | отець Паїсій                                           |
| Георгій Георгіу       | французький офіцер                                     |
| Всеволод Ларіонов     | мічман Дорофєєв                                        |
| Надир Малишевський    | мічман Мусатов                                         |
| Ростислав Плятт       | командир англійського крейсера                         |
| Лев Потьомкін         | корейський поштовий чиновник                           |
| Михайло Садовський    | мічман Муромський                                      |
| Семен Свашенко        | сигнальник                                             |
| Олександр Смирнов     | офіцер флоту                                           |
| Лев Свердлін          | японський консул                                       |
| Олександр Тімонтаєв   | матрос                                                 |
| Володимир Уральський  | боцман                                                 |
| Юлія Цай              | Маруся                                                 |
| Сергій Ценін          | командир французького крейсера                         |
| Микола Чаплигін       | старший лейтенант Бобильов                             |
| Володимир Уан-Зо-Лі   | епізод                                                 |

## Знімальна група
- Автор сценарію: Георгій Гребнер
- Режисер: Віктор Ейсимонт
- Оператор: Борис Монастирський
- Художник: Семен Мандель
- Композитор: Микола Крюков